# Eurycorymbus cavaleriei
Eurycorymbus cavaleriei är en kinesträdsväxtart som först beskrevs av H. Lév., och fick sitt nu gällande namn av Alfred Rehder och Hand.-mazz.. Eurycorymbus cavaleriei ingår i släktet Eurycorymbus och familjen kinesträdsväxter. Inga underarter finns listade i Catalogue of Life.